# 인버카길

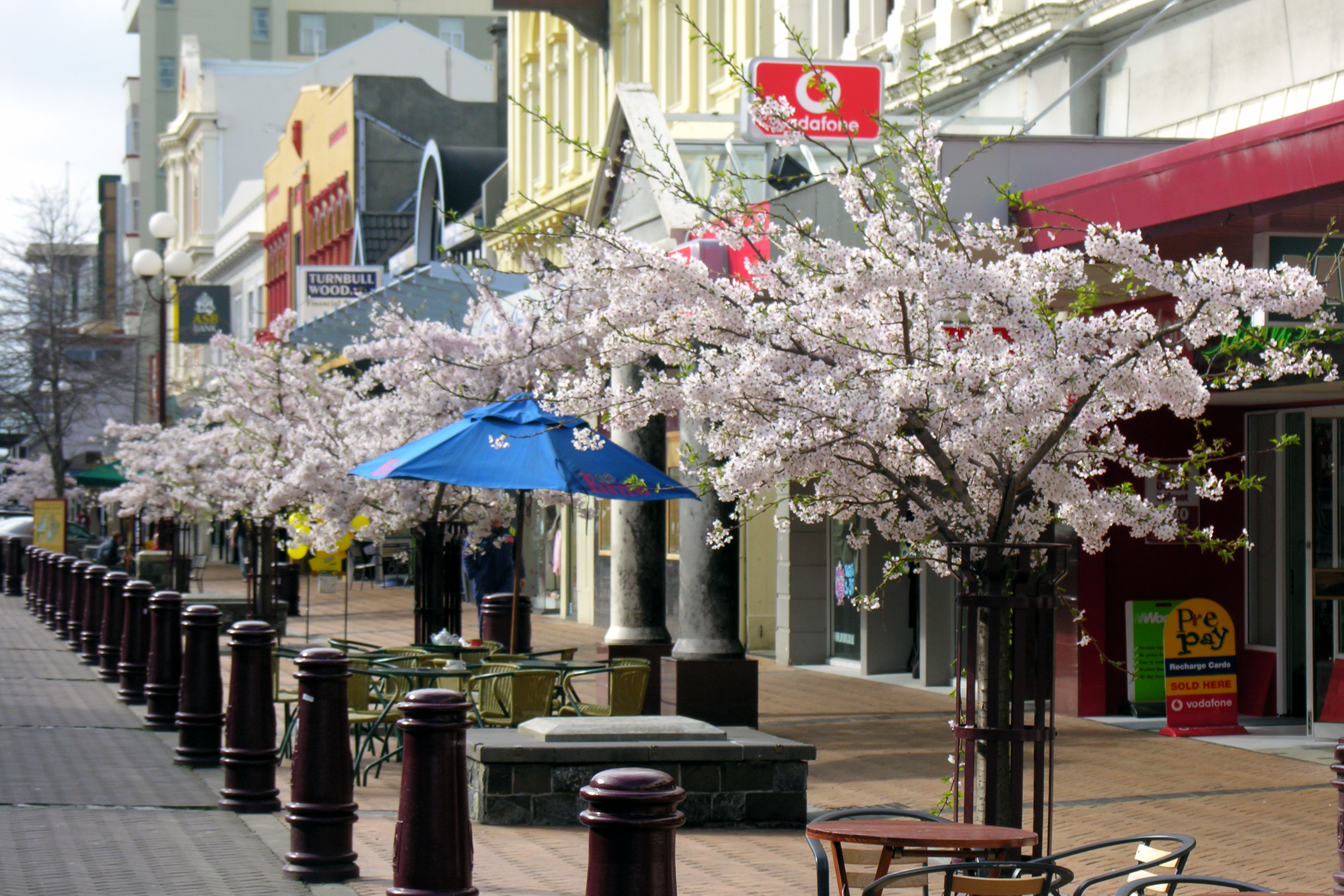
에스크 거리, 인버카길의 주요 번화가중 하나.

인버카길(영어: Invercargill, 마오리어: Waihōpai)은 뉴질랜드 남섬에서도 최남단 도시로, 전 세계의 최남단 도시 중 하나이다. 사우스랜드 지방의 상업 중심지이다. 이곳은 블러프에서 북쪽으로 18 km 지점에 오레티 강을 따라 넓게 펼쳐진 사우스랜드 평원의 중심에 위치하고 있다.

## 개요
사우스랜드의 주요 도시로, 와이호파이 강에 놓여있고, 더니딘으로부터 남서부로 224 킬로미터 떨어져있다. 남섬의 화물 열차 철도의 종점이 된다. 도시의 거리들은 두드러지게 순서로 세워졌고, 십자 원형에 지어졌다.
뉴질랜드에서 가장 좋은 육류와 양모를 생산한다. 1년마다 700만 마리의 도축과 겸하여 냉동업이 발달하였다. 사료 작물, 곡물, 씨앗 생산을 위한 잔듸가 자라는 광대한 지역이 펼쳐져있고, 고르게 내리는 비에 의하여 연중계속되게 자라는 편이다. 변두리 지역에서는 제재업과 석탄 채굴이 주요 산업이다.
인버카길의 항구가 되는 블러프(Bluff)는 도시로부터 남부로 27 킬로미터 떨어져있다. 육류와 양모를 떠나서, 이 지방의 주요 수출품은 곡물과 비철금속이다.

## 역사
1100년대에 마오리족이 현재의 사우스랜드 지방에 정착하고 해산물, 조류 등을 사냥 활동을 시작한다. 부족은 바위 등을 재료로 공예품을 제작했고, 부족의 공예품은 뉴질랜드 전역에 돌아간다.
1700년대 후반에 유럽에서 조사선이 내항하여 1800년대 초반에 유럽인이 정착하기 시작했다. 1829년에 고래잡이를 목적으로 하는 선원들이 정착을 시작한다. 마오리 여자와 결혼하는 유럽 사람들이 늘어나고 점차 인구와 정착민이 증가한다. 1848년에 스코틀랜드에서 오타고 지방의 더니딘에 정착해온 장로교 종파 자유롭운 교회의 교인이 토지를 매입하여 목축을 시작하여 스코틀랜드계 이주민에 의한 개척의 역사가 시작된다. 그 후 아마를 자아내는 공장이 주변 지역에 설립되었다.
1858년에는 호주에서 가축을 수입했기 때문에 이전 뉴질랜드 총독이었던 토마스 브라운에게 이곳에 항구를 설치해 달라고 진정한다. 브라운은 항구 설치를 인정하고 정착촌을 인버카길이라고 이름을 짓는다. 인버(Inver)는 스코틀랜드 게일어로 "inbhir"로 표시하며 하구를 의미한다. 카길(Cargill)은 당시 오타고 경시였던 명예 함장 윌리엄 카길에서 이름을 따서 지은 것이다. 그런 역사로 인해 인버카길(Invercargill)로 표기한 지금도 스코틀랜드 사투리 "인바카글"로 발음된다.
1860년대에 금광이 생겨나 인구 증가도 대략 10년 만에 끝이 난다. 골드러시로 인해 경제적 번영을 추구했던 역사적 흔적은 더니딘 뿐만 아니라 시내 곳곳에 세워진 빅토리아 시대의 건축, 에드워드 건축에서 엿볼 수 있다. 1861년에 오타고 주에서 독립하여, 1861년부터 1870년까지 사우스랜드 주로 독립했지만, 재정난으로 인해 결국 오타고 주로 재편된다. 1867년에 블르프에서 인버카길까지 약 27 km 구간의 철도가 개통된다. 1890년대 후반부터 1900년대 초반에 걸쳐 농업, 낙농업이 활발하져 유제품 가공 공장, 냉동 육류 가공 공장이 설립되었으며, 1891년부터 1916년 사이에는 인구가 약 두 배로 증가했다. 현재는 사우스랜드 지방 최대의 도시가 되었다.

## 인구
| 연도  | 인구   | ±% p.a. |
| ----- | ------ | ------- |
| 2006  | 50,325 | —       |
| 2013  | 51,696 | +0.38%  |
| 2018  | 54,204 | +0.95%  |
| 출처: |        |         |

## 기후
서안 해양성 기후에 속하며, 2월을 기준으로 여름 평균 기온은 18.8 ℃, 8월을 기준으로 겨울 평균 기온은 11℃이다. 7월 ~ 1월 기온은 5.2 ℃에서 14 ℃이다. 연평균 강수량은 1112mm이며, 연간 일조 시간은 1,580 시간으로 뉴질랜드에서 가장 흐린 하늘이 많은 지역이다. 한편, 여름인 12월 후반 지점의 무렵에는 1일 평균 일조 시간은 16 시간에 달한다.

역사적적인 워터타워에서 본 인버카길의 파노라마. 퀸스파크가 사진 오른쪽으로 보인다.

| 인버카길의 기후          | 인버카길의 기후 | 인버카길의 기후 | 인버카길의 기후 | 인버카길의 기후 | 인버카길의 기후 | 인버카길의 기후 | 인버카길의 기후 | 인버카길의 기후 | 인버카길의 기후 | 인버카길의 기후 | 인버카길의 기후 | 인버카길의 기후 | 인버카길의 기후 |
| 월                       | 1월             | 2월             | 3월             | 4월             | 5월             | 6월             | 7월             | 8월             | 9월             | 10월            | 11월            | 12월            | 연간            |
| ------------------------ | --------------- | --------------- | --------------- | --------------- | --------------- | --------------- | --------------- | --------------- | --------------- | --------------- | --------------- | --------------- | --------------- |
| 일평균 최고 기온 °C (°F) | 18.6 (65.5)     | 18.8 (65.8)     | 17.2 (63.0)     | 15 (59)         | 12.2 (54.0)     | 9.7 (49.5)      | 9.5 (49.1)      | 11 (52)         | 12.9 (55.2)     | 14.4 (57.9)     | 15.8 (60.4)     | 17.5 (63.5)     | 14.4 (57.9)     |
| 일평균 최저 기온 °C (°F) | 9.4 (48.9)      | 9.1 (48.4)      | 7.7 (45.9)      | 5.8 (42.4)      | 3.7 (38.7)      | 1.5 (34.7)      | 0.9 (33.6)      | 1.9 (35.4)      | 3.7 (38.7)      | 5.5 (41.9)      | 6.8 (44.2)      | 8.4 (47.1)      | 5.4 (41.7)      |
| 평균 강수량 mm (인치)    | 114 (4.5)       | 79 (3.1)        | 94 (3.7)        | 100 (3.9)       | 114 (4.5)       | 99 (3.9)        | 88 (3.5)        | 71 (2.8)        | 80 (3.1)        | 95 (3.7)        | 81 (3.2)        | 100 (3.9)       | 1,112 (43.8)    |
| 출처: NIWA Climate Data  |                 |                 |                 |                 |                 |                 |                 |                 |                 |                 |                 |                 |                 |

## 교통

### 고속도로
뉴질랜드 국도 고속도로 네트워크의 가장 남쪽에 위치한 도시이며, 피오르드랜드 국립공원으로 이동하는 거점이 되는 도시이다. 1번 국도(State Highway 1)를 이용하여 더니딘 및 기타 남섬 각 도시로 이동할 수 있다.

### 공항
인버카길 공항에서 크라이스트처치 국제공항, 웰링턴 국제공항, 스튜어트섬의 항공 노선이 취항하고 있다. 2019년 최근에 오클랜드에서 저녁 비행기로 인버카길가는 직항이 생겼다.

### 고속버스
크라이스트처치, 더니딘, 퀸즈타운 등에서 고속 버스가 운행되고 있다.

## 자매도시
- 일본 구마가야시